# Cobaltwolframat
Cobaltwolframat ist eine anorganische chemische Verbindung des Cobalts aus der Gruppe der Wolframate mit der Formel CoWO4.

## Gewinnung und Darstellung
Cobaltwolframat kann durch Reaktion von Natriumwolframat mit Cobalt(II)-sulfat gewonnen werden. Es wurde in brennenden Kohlenminen entdeckt und als Krasnoselskit bezeichnet, ist allerdings bisher von der IMA nicht als eigenständige Mineralart anerkannt, weil anthropogenen Ursprungs.
{\displaystyle \mathrm {Na_{2}WO_{4}+CoSO_{4}\longrightarrow CoWO_{4}\downarrow +Na_{2}SO_{4}} }

## Eigenschaften
Cobaltwolframat ist ein grünlichblauer bis blauschwarzer kristalliner geruchloser Feststoff, der in Wasser unlöslich ist. Er besitzt eine monokline Kristallstruktur mit der Raumgruppe P2/c (Raumgruppen-Nr. 13).

## Verwendung
Cobaltwolframat wird als ein Pigment, Trocknungsmittel für Glasuren, Tinten und Farben sowie als Katalysator verwendet.